# Chrono Gatineau 2011
La 2e édition du Chrono Gatineau a eu lieu le 19 mai 2011. La course fait partie du calendrier international féminin UCI 2011 en catégorie 1.1. L'épreuve est remportée par la Canadienne Clara Hughes.

## Classements

### Classement final
| \| Classement général \| Classement général \| Classement général \| Classement général \| Classement général \| \| Coureur \| Coureur \| Pays \| Équipe \| Temps \| \| ------------------ \| ---------------------- \| ------------------ \| ---------------------- \| ------------------ \| \| 1re \| Clara Hughes \| Canada \| Canada \| 23 min 49 s \| \| 2e \| Amber Neben \| États-Unis \| HTC-Highroad Women \| + 13 s \| \| 3e \| Jeannie Longo \| France \| France \| + 50 s \| \| 4e \| Julie Beveridge \| Canada \| Vienne Futuroscope \| + 1 min 11 s \| \| 5e \| Sue Schlatter \| Canada \| The Cyclery Racing \| + 1 min 15 s \| \| 6e \| Denise Ramsden \| Canada \| \| + 1 min 25 s \| \| 7e \| Heather Logan-Sprenger \| Canada \| Colavita Forno d'Asolo \| + 1 min 30 s \| \| 8e \| Lesya Kalitovska \| Ukraine \| Ukraine \| + 1 min 35 s \| \| 9e \| Edwige Pitel \| France \| Vienne Futuroscope \| + 1 min 39 s \| \| 10e \| Megan Guarnier \| États-Unis \| Tibco-To the Top \| + 1 min 41 s \| |                        |            |                        |              |
| |                        |            |                        |              |
| Source : Cycling Quotient |                        |            |                        |              |
| Classement général |                        |            |                        |              |
| Coureur | Coureur                | Pays       | Équipe                 | Temps        |
| 1re | Clara Hughes           | Canada     | Canada                 | 23 min 49 s  |
| 2e | Amber Neben            | États-Unis | HTC-Highroad Women     | + 13 s       |
| 3e | Jeannie Longo          | France     | France                 | + 50 s       |
| 4e | Julie Beveridge        | Canada     | Vienne Futuroscope     | + 1 min 11 s |
| 5e | Sue Schlatter          | Canada     | The Cyclery Racing     | + 1 min 15 s |
| 6e | Denise Ramsden         | Canada     |                        | + 1 min 25 s |
| 7e | Heather Logan-Sprenger | Canada     | Colavita Forno d'Asolo | + 1 min 30 s |
| 8e | Lesya Kalitovska       | Ukraine    | Ukraine                | + 1 min 35 s |
| 9e | Edwige Pitel           | France     | Vienne Futuroscope     | + 1 min 39 s |
| 10e | Megan Guarnier         | États-Unis | Tibco-To the Top       | + 1 min 41 s |